# Leucorrhinia intacta
Leucorrhinia intacta is een libellensoort uit de familie van de korenbouten (Libellulidae), onderorde echte libellen (Anisoptera).
De wetenschappelijke naam Leucorrhinia intacta is voor het eerst geldig gepubliceerd in 1861 door Hagen.